# Monumento ai caduti delle guerre d'indipendenza

Il monumento ai caduti delle guerre d'indipendenza di Cagliari è dedicato ai Sardi caduti nelle battaglie per l'indipendenza per l'Unità d'Italia. 

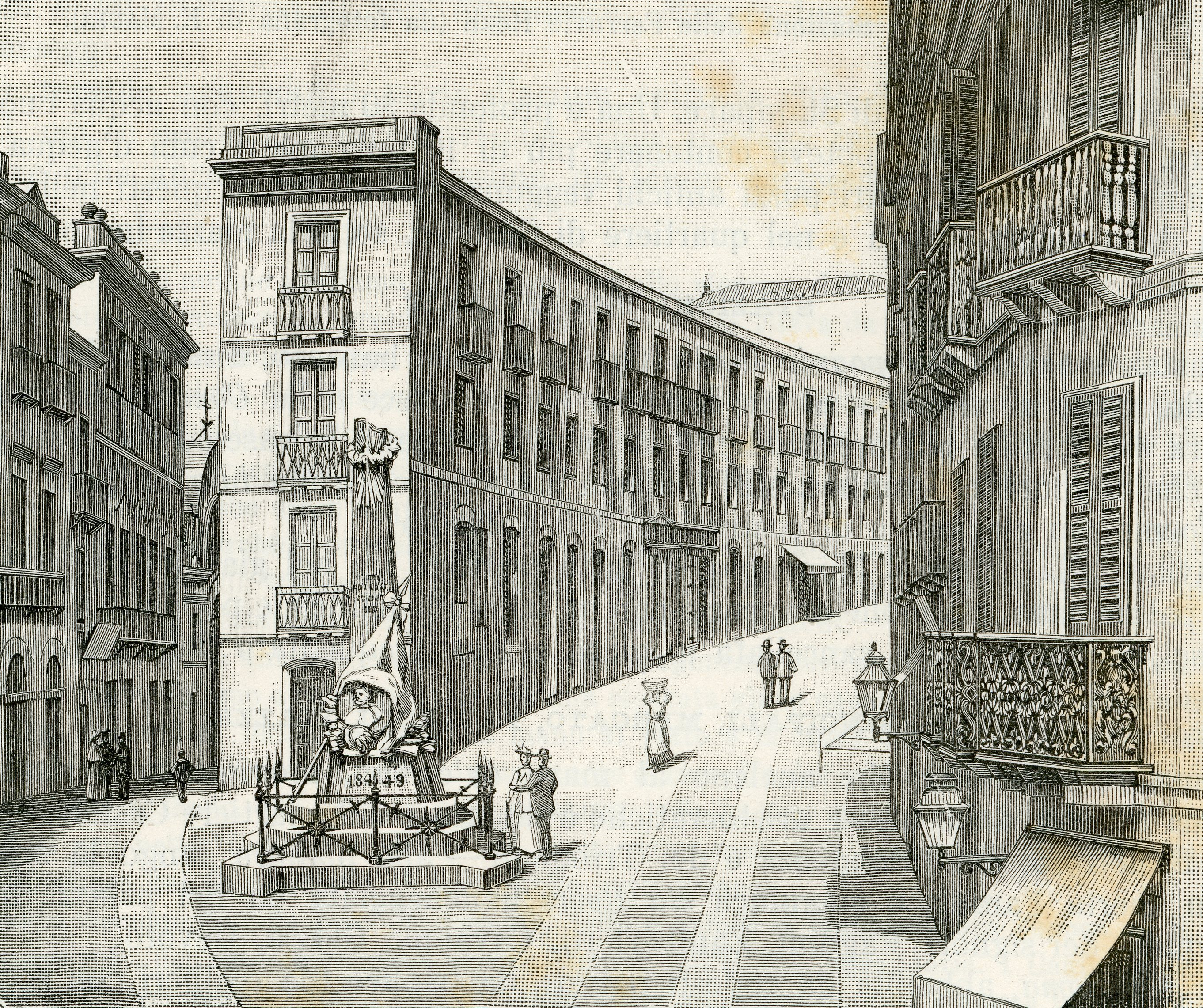
Piazza Martiri, (xilografia di Barberis 1895).

## Descrizione
Il monumento venne inaugurato il 16 agosto 1886 e venne realizzato dallo scultore piemontese Giuseppe Sartorio. Il monumento, collocato in piazza dei Martiri, si presenta come un obelisco sulla cui facciata sono scolpite le date delle battaglie combattute dai caduti sardi ed i nomi dei caduti in guerra, sulla base sono scolpiti fucili, cannoni e altri oggetti bellici, una targa con la sigla "Custoza", la bandiera, lo stemma di Cagliari ed il ritratto di Vittorio Emanuele II mentre sulla sommità è scolpita una corona d'alloro. La sua realizzazione fu avviata su iniziativa di alcuni ex-militari sardi che combatterono nell'esercito del Regno di Sardegna. Il monumento fu rimosso nel dicembre del 1933. Nel 1934 fu sistemato nel Parco delle Rimembranze, a lato della Legione dei Carabinieri. Nel 1994, fu restituito alla sua originaria collocazione.